# SMS Zrínyi
SMS Zrínyi ("Brod Njegova Veličanstva Zrínyi"), predreadnought bojni brod (Schlachtschiff) klase Radetzkog Austro-ugarske ratne mornarice (k.u.k. Kriegsmarine) imenovan po Zrinskima, plemićkoj hrvatskoj obitelji. Zrínyi i njegova braća Erzherzog Franz Ferdinand i Radetzky bili su posljednji pre-dreadnoughti koje je izgradila Austro-ugarska ratna mornarica.
Tijekom Prvoga svjetskog rata Zrínyi je djelovao na Jadranskome moru. Služio je u Drugoj diviziji bojnih brodova Austro-ugarske ratne mornarice i raketirao je Senigalliju tijekom bombardiranja ključne morske luke Ancone u Italiji tijekom svibnja 1915. godine. Antantina kontrola Otrantskih vrata ipak je značila da je Austro-ugarska ratna mornarica za sve namjere i svrhe učinkovito zatvorena u Jadranu. Unatoč tomu, prisutnost Zrínyija i ostalih bojnih brodova vezalo je popriličnu snagu Antantinih brodova.
Kako se rat protiv Austrijanaca primicao kraju 1918. godine, Zrínyi je pripremljen za prijenos Državi Slovenaca, Hrvata i Srba. Dan prije kraja rata, 10. studenoga 1918. godine, jugoslavenski mornarički časnici isplovili su sa starim bojnim brodom Zrinyijem, Radetzkym i torpednim brodovima T12 i T52 izvan Pule. Kad su ih zaustavili talijanski brodovi, kapetan korvete Marijan Polić je na Radetzkom istaknuo američku zastavu, što je odagnalo zbunjene talijanske posade.
Dok su plovili prema jugu, vodila se pregovaračka bitka čiji će biti brodovi. Talijani su tražili sve brodove Austro-Ugarske da pripadnu Italiji ili da ih se potopi, "kao rezultat talijanske pobjede u ratu". Britanski predstavnici su se smijali tome, a predstavnike nove južnoslavenske države nitko nije slušao osim donekle britanskih predstavnika. Kad je hrvatsko osoblje izgubilo strpljenje, hranu i ugljen, otplovili su južnije. 17. studenoga otplovili su u Split, i dalje pod američkom zastavom i pet dana poslije predali ga iznenađenoj eskadri američkih podmorničkih lovaca. Pri predaji Američkoj ratnoj mornarici brod je nakratko dezigniran kao USS Zrínyi. Prema odredbama Ugovora iz Saint-Germain-en-Layea prijenos nije priznat, pa je umjesto toga Zrínyi dan Italiji i izrezan.